# Новостройка (Казахстан)
Новостро́йка (каз. Новостройка) — село у складі Самарського району Східноказахстанської області Казахстану. Входить до складу Сарибельського сільського округу.
Населення — 62 особи (2021; 190 у 2009, 370 у 1999, 384 у 1989).
Національний склад станом на 1989 рік:
- казахи — 60 %
- росіяни — 38 %